# آقای بنارسی (فیلم ۱۹۷۳)
آقای بنارسی (به هندی: Banarasi Babu) فیلمی هندی محصول سال ۱۹۷۳ و به کارگردانی شانکار موکرجی است. در این فیلم بازیگرانی همچون دو آناند، راکهی گلزار، یوگتا بالی، آی.اس. جوهر و وینا ایفای نقش کرده‌اند.